# Крижень андійський
Крижень андійський (Lophonetta specularioides) — вид водоплавних птахів родини качкових (Anatidae). Поширений у Південній Америці.

## Поширення
Вид поширений у високогір'ях Анд і Патагонії на півдні Перу, у Болівії, Чилі та на заході Аргентини. Мешкає в прісноводних лагунах, озерах і річках, а також на морському андському і узбережжях на висоті до 4700 м над рівнем моря.

## Підвиди
- Lophonetta specularioides alticola. Мешкає в гірському масиві Анд , від Перу та Болівії до північного Чилі та Аргентини.
- Lophonetta specularioides specularioides. Гніздиться на півдні Чилі, в Аргентині та на Мальвінських островах. Взимку цей підвид рухається вздовж обох берегів на північ, досягаючи центральної частини Чилі та Аргентини.

## Опис
Сіро-бура плямиста качка середнього розміру. Тіло завдовжки від 50 до 60 сантиметрів. Вага коливається від 900 грамів до 1,1 кілограма. У виду майже відсутній статевий диморфізм. Однак самці значно більші та яскравіші. Гребінь на голові є в обох статей. У самиць він лише трохи коротший. 
Шия, підборіддя та обличчя блідо-сірі. Пір'я плечей, спини і верхнього покриву крил темно-коричневі з освітленими ділянками. Це надає качкам плямистий вигляд. Верх голови темно-коричневий. Ділянка навколо очей чорна. Дзеркало на крилах має фіолетовий або бронзовий колір із широкою білою окантовкою. Око від червоного до жовтого кольору. Дзьоб, ноги і ступні темно-сірі. Молоді птахи схожі на дорослих. Однак у них все ще відсутній гребінь, а чорна пляма навколо ока менш виражена.

## Спосіб життя
Харчується безхребетними, членистоногими і молюсками, а також рослинами, наприклад водоростями. Відкладає від 5 до 8 яєць кремового кольору. Інкубація триває приблизно 30 днів.